# نيدو نادي

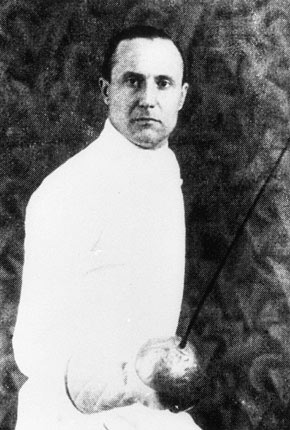
نيدو نادي.

نيدو نادي (Nedo Nadi) هو لاعب أولمبي لرياضة مبارزة سيف الشيش من إيطاليا. شارك في الأولمبياد الصيفي في 1912–1920، وفاز بما مجموعه 6 ميداليات.

## الميداليات
| ذهب | فضة | برونز | المجموع |
| 6   | 0   | 0     | 6       |

## روابط خارجية
- نيدو نادي على موقع اللجنة الأولمبية الدولية (الإنجليزية)
- نيدو نادي على موقع أوليمبيديا (الإنجليزية)
- نيدو نادي على موقع اللجنة الأولمبية الإيطالية (الإيطالية)